# Kúkai

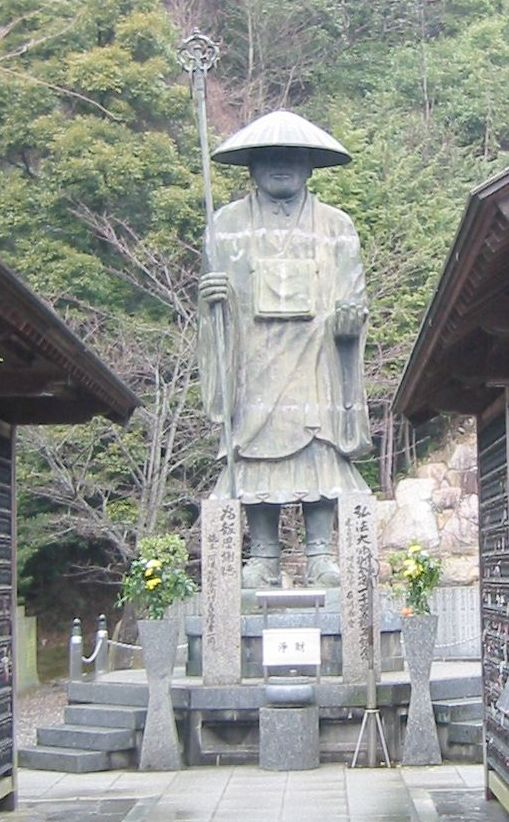
Kúkaiova socha v chrámu Ókubodži (大窪寺), Sanuki, prefektura Kagawa, součásti 88 chrámů Kóbó Daišiho

Kúkai (japonsky: 空海; 27. července 774, Zencúdži, Šikoku – 22. dubna 835, hora Kója, prefektura Wakajama), často nazýván podle posmrtně přiděleného jména Kóbó Daiši (弘法 大師, Velký mistr mocného zákona), byl japonský buddhistický mnich, učenec, básník a zakladatel japonské buddhistické školy Šingon.

## Život
Narodil se v provincii Sanuki na japonském ostrově Šikoku ve zchudlé aristokratické rodině. Studoval nejdříve v Japonsku a poté se vydal do Číny, odkud přinesl do Japonska učení jedné z čínských škol, která se stala v Japonsku známá jako Šingon. Jde o proud tzv. ezoterického buddhismu.
Kúkai je dále velmi ceněn pro obsáhlé dílo z oblasti kaligrafie (uspořádal katakanu, jednu ze dvou japonských slabičných abeced), (je mu přisuzováno autorství dokonalého pangramu iroha), literatury i inženýrství (je autorem zavlažovacích systémů, z nichž některé slouží dodnes).